# Roland von Hunnius
Roland von Hunnius (* 24. März 1945 in Halberstadt) ist ein hessischer Politiker (FDP) und ehemaliger Abgeordneter des Hessischen Landtags.
Von Hunnius ist evangelisch-lutherisch, verheiratet und hat eine Tochter.

## Ausbildung und Beruf
Nach dem Abitur in Meppen 1964 folgte von 1964 bis 1968 ein Studium der Volkswirtschaftslehre an der Freien Universität Berlin und der Universität Mannheim mit dem Examen als Diplom-Volkswirt. Von 1968 bis 1984 arbeitete von Hunnius in verschiedenen Marketingpositionen in der freien Wirtschaft, zuletzt als Marketing-Direktor und von 1984 bis 2001 als Partner in einer Werbeagentur.
Roland von Hunnius ist Marketingberater des Unternehmens „Marketing & Service Roland von Hunnius“.

## Politik
1968 bis 1969 war Roland von Hunnius stellvertretender Vorsitzender der Jungen Europäischen Föderalisten Deutschland.
Seit 1986 ist von Hunnius Mitglied der FDP und dort von 1990 bis 2006 Kreisvorsitzender FDP Bergstraße, von 1992 bis 2004 stellvertretender Vorsitzender des Parteibezirks Südhessen-Starkenburg und 2001 bis 2005 Europabeauftragter im Landesvorstand Hessen.
Von 1992 bis 1997 und seit 2001 ist er Mitglied der Gemeindevertretung Rimbach, inzwischen ist er seit 2021 Mitglied im Gemeindevorstand, zudem war er seit 2001 und bis 2013 Mitglied des Kreistages Bergstraße, dort stellvertretender Kreistagsvorsitzender und stellvertretender Vorsitzender des dortigen Haupt-, Finanz- und Personalausschusses. Zudem war Roland von Hunnius von 2001 bis 2006 und von 2014 bis 2016 Mitglied der Regionalversammlung Starkenburg. Von 2016 bis 2021 war Roland von Hunnius Mitglied des Kreisausschusses des Kreises Bergstraße als Kreisbeigeordneter.
Dem Hessischen Landtag gehörte der Politiker bereits vom 1. April 1996 bis zum 4. April 1999 an. Nach seinem erneuten Einzug in den Landtag (8. April 1999) war von Hunnius seit dem 5. April 2003 sowohl stellvertretender Vorsitzender des Europaausschusses als auch Mitglied im Haushaltsausschuss, Unterausschuss für Finanzcontrolling und Verwaltungssteuerung, Beirat für Burgen und Schlösser des Landes Hessen und der Landespersonalkommission. Er trat 2008 nicht mehr zur Landtagswahl an. Er war stellvertretendes Mitglied des Beirats der Investitionsbank Hessen. 

## Ehrungen
- 2010: Verdienstkreuz am Bande der Bundesrepublik Deutschland